# Paranephelium
Paranephelium é um género botânico pertencente à família Sapindaceae.

## Espécies
- Paranephelium acanthocarpum
- Paranephelium chinense
- Paranephelium fallax
- Paranephelium gibbosum
- Paranephelium hainanense
- Paranephelium hystrix
- Paranephelium joannis
- Paranephelium mlongifoliolatum
- Paranephelium macrophyllum
- Paranephelium muricatum
- Paranephelium nitidum
- Paranephelium poilanei
- Paranephelium spirei
- Paranephelium xestophyllum

1. ↑  «Paranephelium — World Flora Online». www.worldfloraonline.org. Consultado em 19 de agosto de 2020